# Deroplatys rhombica
Deroplatys rhombica är en bönsyrseart som beskrevs av Brunner 1897. Deroplatys rhombica ingår i släktet Deroplatys och familjen Mantidae. Inga underarter finns listade i Catalogue of Life.